# Liste des principales routes de l'ex-URSS
Les pays de l'ex-URSS sont maillés de routes principales qui, à l'image du réseau des autoroutes de la France, ont pour point de départ la capitale de l'époque, Moscou.
Elles commencent toutes par la lettre M de l'expression  магистральная дорога [maguistral'naïa doroga] qui veut dire route principale, route à forte circulation.

## Liste des Routes

### De 1 à 10
Les routes numérotées de 1 à 10 partent toutes de Moscou :
- M1 : Moscou - Smolensk - Minsk - Brest-Litovsk

1 110 km, route européenne E30
- M2 : Moscou - Toula - Orel - Koursk - Kharkiv - Dnipro - Zaporijjia - Simferopol - Sevastopol

1 697 km, route européenne E95
- M3 : Moscou - Kipti (M20)

865 km, route européenne E93 route vers Kiev
- M4 : Moscou - Voronej - Rostov

1 079 km
- M5 (Route transsibérienne) : Moscou - Kolomna - Riazan - Penza - Togliatti - Samara - Oufa - Tcheliabinsk

1 891 km, route européenne E30
- M6 : Kasira (M4) - Tambov - Volgograd - Astrakhan

1320km, route européenne E119
- M7 : Moscou - Vladimir - Nijni Novgorod - Kazan

808 km
- M8 : Moscou - Serguiev Possad - Iaroslavl - Vologda - Arkhangelsk - Severodvinsk

1 144 km
- M9 : Moscou - Velikié Louki (vers Rīga)

636 km
- M10 (Route transsibérienne) : Moscou - Tver - Novgorod - Saint-Petersbourg (vers Helsinki)

929 km, route européenne E95 et E18

### de 11 à 20
Les Routes M1X sont concentrées dans l'Ouest de l'ex-URSS
- M11 : Saint-Pétersbourg - Narva (vers Tallinn)

132 km
- M12 : Minsk - Vilnius

185 km
- M13 : Brest-Litovsk - Homiel - Briansk(M3)

816 km
- M14 : Brest-Litovsk - Loutsk - Ternopil - Tchernivtsi - Chișinău - Odessa

1 071 km, route européenne E581
- M17 : Oujhorod - Lviv - Rivne - Jytomyr - Kiev

796 km, route européenne E40 et E471
- M18 : Saint-Petersbourg - Petrozavodsk - Mourmansk

1 560 km, route européenne E105
- M19 : Kyïv - Poltava - Kharkiv - Chakhty (M4)

876 km, route européenne E40
- M20 : Saint-Petersbourg - Pskov - Vicebsk - Mahiloŭ - Homiel - Tchernihiv - Kyïv - Odessa

1 704 km, route européenne E93

### de 21 à 30
Les routes M2X desservent le sud-ouest de l'ex-URSS et le Caucase
- M21 : Chișinău - Kropyvnytskyï - Dnipro - Donetsk - Louhansk - Volgograd

1 434 km
- M23 : Odessa - Mykolaïv - Melitopol - Rostov

824 km
- M24 : Gazakh(M27) - Erevan

166 km
- M27 : Bakou - Gǎnzǎ - Tbilissi - Koutaïssi - Soukhoumi - Sotchi - Novorossiïsk

1 399 km
- M29 : Bakou - Makhatchkala - Grozny - Naltchik - Rostov

1 396 km

### de 31 à 40
- M32 : Samara - Chimkent
- M36 : Tcheliabinsk - Almaty
- M37 : Türkmenbaşy - Tachkent
- M38 : Omsk - Semeï - Zajsan
- M39 : Termez - Samarcande - Almaty

### de 41 à 50
- M41 : Termez - Douchanbé - Chorog - Bichkek

### de 51 à 60
- M51 (Route transsibérienne) : Tcheliabinsk - Novossibirsk
- M52 : Novossibirsk - Biïsk
- M53 (Route transsibérienne) : Novossibirsk - Irkoutsk
- M54 : Krasnoïarsk - Kyzyl
- M55 (Route transsibérienne) : Irkoutsk - Tchita
- M56 (Route de la Lena et Route des os) : Skovorodino - Iakoutsk
- M60 : Khabarovsk - Vladivostok